# Timmy Hansen
Kenneth Timmy Hansen, noto come Timmy (Lidköping, 21 maggio 1992), è un pilota automobilistico svedese, specializzato nella disciplina del rallycross. Ha vinto il titolo mondiale nel 2019 alla guida di una Peugeot 208 WRX per il Team Peugeot-Hansen; ha ottenuto in totale 12 vittorie in eventi iridati.

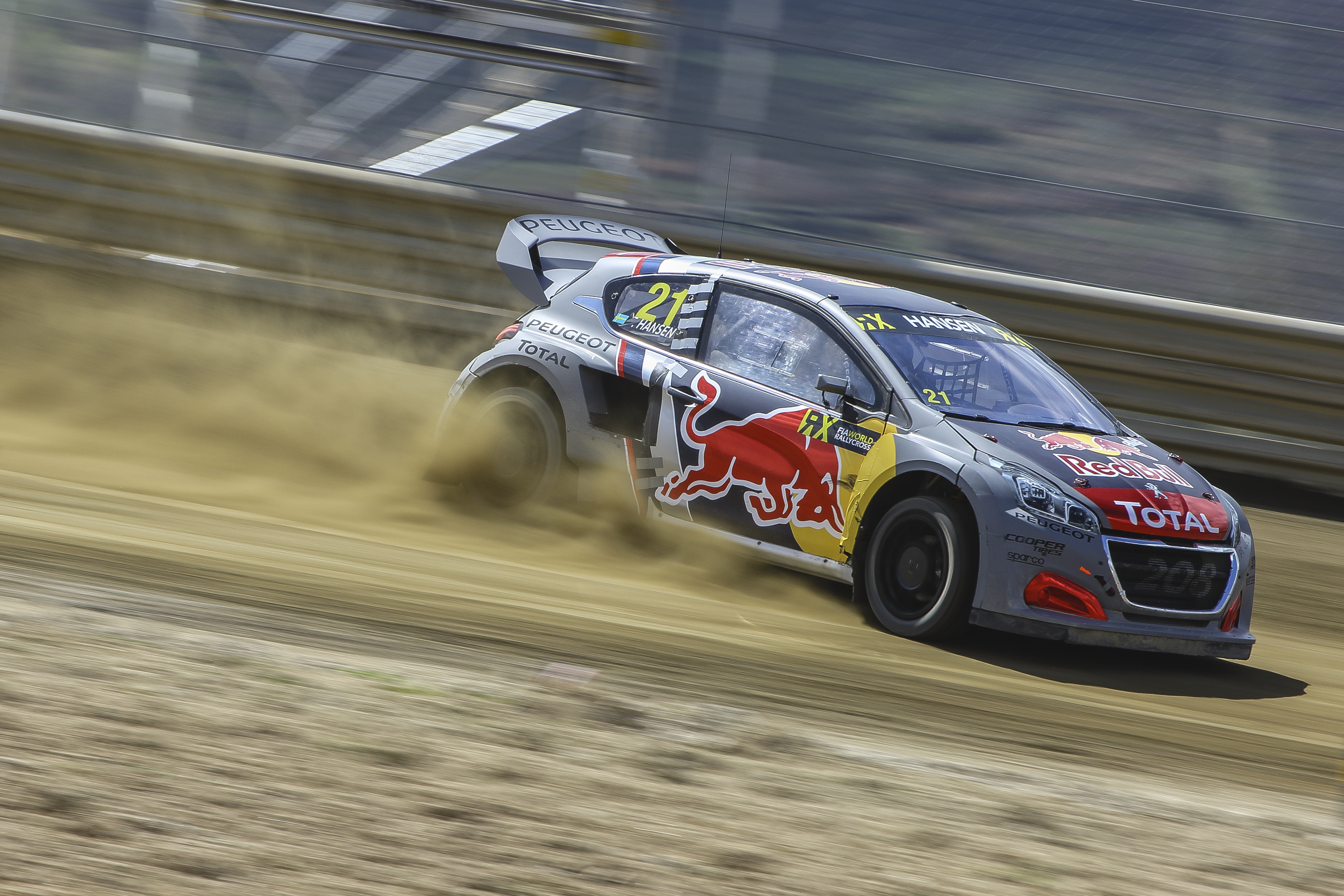
Hansen su Peugeot 208 WRX al rallycross di Montalegre 2018

È il figlio del quattordici volte campione europeo della disciplina Kenneth Hansen e di Susann Hansen, vincitrice della Coppa europea ERA del 1994 (gruppo N 1400 cc), nonché fratello maggiore di Kevin, anch'egli pilota di rallycross.

## Palmarès
- Campionato del mondo rallycross (2019).

### Vittorie nel mondiale rallycross
| Nº | Anno | Evento                                              | Vettura     | Squadra              |
| -- | ---- | --------------------------------------------------- | ----------- | -------------------- |
| 1  | 2014 | Rallycross of Italy                                 | Peugeot 208 | Team Peugeot-Hansen  |
| 2  | 2015 | NAF Rallycross of Norway                            | Peugeot 208 | Team Peugeot-Hansen  |
| 3  | 2015 | Rallycross of France                                | Peugeot 208 | Team Peugeot-Hansen  |
| 4  | 2015 | Rallycross of Turkey                                | Peugeot 208 | Team Peugeot-Hansen  |
| 5  | 2016 | Grand Prix de Trois-Rivières - Rallycross of Canada | Peugeot 208 | Team Peugeot-Hansen  |
| 6  | 2019 | Cooper Tires World RX of Catalunya                  | Peugeot 208 | Team Hansen MJP      |
| 7  | 2019 | Dayinsure World RX of Great Britain                 | Peugeot 208 | Team Hansen MJP      |
| 8  | 2019 | World RX of France                                  | Peugeot 208 | Team Hansen MJP      |
| 9  | 2019 | Neste World RX of Latvia                            | Peugeot 208 | Team Hansen MJP      |
| 10 | 2020 | Logitech World RX of "Pirineus-Barcelona 2030"      | Peugeot 208 | Team Hansen          |
| 11 | 2021 | Swecon World RX of Sweden                           | Peugeot 208 | Hansen World RX Team |
| 12 | 2021 | Bretagne World RX of Lohéac                         | Peugeot 208 | Hansen World RX Team |
| 13 | 2022 | World RX of Catalunya                               | Peugeot 208 | Hansen World RX Team |
| 14 | 2024 | World RX of Benelux                                 | Peugeot 208 | Hansen World RX Team |

Vengono indicate soltanto le vittorie nella massima categoria (Supercar, RX1 e/o RX1e).

## Risultati

### Riepilogo carriera su pista
| Stagione | Categoria                       | Team                               | Gare | Vittorie | Pole | GPV | Podi | Punti | Pos. |
| -------- | ------------------------------- | ---------------------------------- | ---- | -------- | ---- | --- | ---- | ----- | ---- |
| 2009     | Formula BMW Europea             | Mücke Motorsport                   | 16   | 0        | 0    | 0   | 0    | 79    | 13º  |
| 2010     | Formula BMW Europea             | Mücke Motorsport                   | 16   | 1        | 1    | 1   | 4    | 240   | 3º   |
| 2010     | Formula Abarth                  | RP Motorsport                      | 2    | 0        | 0    | 1   | 3    | 3     | 25º  |
| 2011     | Eurocup Formula Renault 2.0     | Interwetten.com Racing Junior Team | 14   | 1        | 1    | 1   | 2    | 82    | 7º   |
| 2011     | Formula Renault 2.0 Alps        | Interwetten.com Racing Junior Team | 4    | 1        | 2    | 1   | 2    | 88    | 16º  |
| 2012     | Eurocup Formula Renault 2.0     | Interwetten.com Racing             | 7    | 0        | 0    | 0   | 0    | 0     | 31º  |
| 2012     | Porsche Carrera Cup Scandinavia |                                    | 2    | 0        | 0    | 0   | 1    | 46    | 13º  |

### Campionato del mondo rallycross

#### Supercar/RX1/RX1e
| 2014 | Scuderia            | Vettura         |   |    |   |   |    |   |   |   |   |   |   |   |  | Punti | Pos. |
| ---- | ------------------- | --------------- | - | -- | - | - | -- | - | - | - | - | - | - | - |  | ----- | ---- |
| 2014 | Team Peugeot-Hansen | Peugeot 208 T16 | 8 | 11 | 6 | 9 | 11 | 2 | 7 | 3 | 6 | 1 | 2 | 4 |  | 199   | 4º   |

| 2015 | Scuderia            | Vettura         |   |   |   |   |   |   |   |   |   |   |   |   |   | Punti | Pos. |
| ---- | ------------------- | --------------- | - | - | - | - | - | - | - | - | - | - | - | - | - | ----- | ---- |
| 2015 | Team Peugeot-Hansen | Peugeot 208 WRX | 3 | 3 | 8 | 8 | 3 | 2 | 7 | 1 | 1 | 3 | 1 | 7 | 6 | 275   | 2º   |

| 2016 | Scuderia            | Vettura     |    |    |   |   |   |   |   |    |   |   |   |    |  | Punti | Pos. |
| ---- | ------------------- | ----------- | -- | -- | - | - | - | - | - | -- | - | - | - | -- |  | ----- | ---- |
| 2016 | Team Peugeot-Hansen | Peugeot 208 | 12 | 18 | 7 | 3 | 2 | 3 | 1 | 11 | 2 | 3 | 8 | 13 |  | 178   | 6º   |

| 2017 | Scuderia            | Vettura     |   |   |   |   |   |   |   |   |   |   |   |   |  | Punti | Pos. |
| ---- | ------------------- | ----------- | - | - | - | - | - | - | - | - | - | - | - | - |  | ----- | ---- |
| 2017 | Team Peugeot-Hansen | Peugeot 208 | 5 | 4 | 3 | 2 | 6 | 5 | 4 | 6 | 6 | 9 | 2 | 2 |  | 201   | 5º   |

| 2018 | Scuderia           | Vettura     |   |   |   |   |   |   |   |   |   |   |   |   |  | Punti | Pos. |
| ---- | ------------------ | ----------- | - | - | - | - | - | - | - | - | - | - | - | - |  | ----- | ---- |
| 2018 | Team Peugeot Total | Peugeot 208 | 7 | 6 | 3 | 8 | 5 | 4 | 2 | 5 | 5 | 6 | 7 | 6 |  | 192   | 6º   |

| 2019 | Scuderia        | Vettura         |    |   |   |   |   |   |    |   |   |   |  |  |  | Punti | Pos. |
| ---- | --------------- | --------------- | -- | - | - | - | - | - | -- | - | - | - |  |  |  | ----- | ---- |
| 2019 | Team Hansen MJP | Peugeot 208 WRX | 13 | 1 | 4 | 1 | 6 | 6 | 13 | 1 | 1 | 4 |  |  |  | 211   | 1º   |

| 2020 | Scuderia    | Vettura     |   |    |   |   |   |   |   |   |  |  |  |  |  | Punti | Pos. |
| ---- | ----------- | ----------- | - | -- | - | - | - | - | - | - |  |  |  |  |  | ----- | ---- |
| 2020 | Team Hansen | Peugeot 208 | 6 | 11 | 3 | 5 | 3 | 4 | 1 | 2 |  |  |  |  |  | 163   | 3º   |

| 2021 | Scuderia             | Vettura     |   |   |   |   |   |   |   |   |   |  |  |  |  | Punti | Pos. |
| ---- | -------------------- | ----------- | - | - | - | - | - | - | - | - | - |  |  |  |  | ----- | ---- |
| 2021 | Hansen World RX Team | Peugeot 208 | 2 | 1 | 1 | 2 | 3 | 4 | 2 | 5 | 4 |  |  |  |  | 217   | 2º   |

| 2022 | Scuderia             | Vettura          |  |   |   |   |   |   |   |   |   |   |   |  | Punti | Pos. |    |
| ---- | -------------------- | ---------------- |  | - | - | - | - | - | - | - | - | - | - |  | ----- | ---- | -- |
| 2022 | Hansen World RX Team | Peugeot 208 RX1e |  | 2 | 3 | 4 | 3 | 4 | 4 | 7 | 1 | 2 | 3 |  |       | 136  | 2º |

| 2023 | Scuderia             | Vettura          |   |    |   |   |   |   |   |  |  |  |  |  |  | Punti | Pos. |    |
| ---- | -------------------- | ---------------- | - | -- | - | - | - | - | - |  |  |  |  |  |  | ----- | ---- | -- |
| 2023 | Hansen World RX Team | Peugeot 208 RX1e | 7 | 10 | 2 | 4 | 4 | 9 | 4 |  |  |  |  |  |  |       | 78   | 6º |

| Hansen World RX Team | Peugeot 208 RX1e | 4 | 6 | 4 | 4 | 1 | 5 | 6 | 3 |  |  |  |  |  |  |  |  | 147 |  |

| Legenda | 1º posto | 2º posto | 3º posto | A punti | Senza punti | Ritirato | Squalificato | NP=Non partito C=Gara cancellata |

### Campionato europeo rallycross

#### Supercar
| Anno | Squadra                   | Vettura     | 1     | 2      | 3     | 4     | 5     | 6     | 7     | 8      | 9      | 10  | Punti | Pos. |
| ---- | ------------------------- | ----------- | ----- | ------ | ----- | ----- | ----- | ----- | ----- | ------ | ------ | --- | ----- | ---- |
| 2012 | Citroën Hansen Motorsport | Citroën DS3 | GBR   | FRA    | AUT   | UNG   | NOR   | SVE   | BEL   | OLA    | FIN 5  | GER | 12    | 24º  |
| 2013 | Citroën Hansen Motorsport | Citroën DS3 | GBR 3 | POR 11 | UNG 1 | FIN 3 | NOR 9 | SVE 3 | FRA 8 | AUT 10 | GER 13 |     | 145   | 3º   |

### Campionato di Extreme E
| Anno | Squadra                   | Vettura          | 1     | 2     | 3     | 4     | 5     | Punti | Pos. |
| ---- | ------------------------- | ---------------- | ----- | ----- | ----- | ----- | ----- | ----- | ---- |
| 2021 | Andretti United Extreme E | Spark Odyssey 21 | DES 2 | ART 9 | OCE 1 | ISL 6 | JUR 3 | 103   | 3º   |